# Scherdewka
Scherdewka (russisch Жердевка) ist eine Stadt in der Oblast Tambow (Russland) mit 13 383 Einwohnern (Stand 2025).

## Geografie
Die Stadt liegt in Südteil der Oka-Don-Ebene etwa 130 km südlich der Oblasthauptstadt Tambow am rechten Ufer der Sawala, einem rechten Nebenfluss des in den Don mündenden Chopjor.
Scherdewka ist Verwaltungszentrum des gleichnamigen Rajons.

## Geschichte
Ein Dorf Scherdewka etwa acht Kilometer von der heutigen Stadt entfernt entstand 1745, benannt nach dem Erstsiedler F.T. Scherdew.
1869 wurde an der im Bau befindlichen Eisenbahnstrecke nach Zarizyn (das heutige Wolgograd) die Station Burnak eröffnet, unweit welcher in Folge die Siedlung Tschibisowka entstand. 1905 wurde die Station nach dem alten Dorf in Scherdewka umbenannt.
Ab den 1920er Jahren entstand um Tschibisowka und die Bahnstation Scherdewka eine Reihe von Betrieben der Lebensmittelindustrie, darunter 1937 eine größere Zuckerfabrik. 1924 wurde Tschibisowka Verwaltungszentrum für die umliegenden Orte.
Am 15. Juli 1954 wurden Tschibisowka und die Siedlungen bei der Bahnstation sowie der Zuckerfabrik zusammengeschlossen und erhielten unter dem Namen Scherdewka das Stadtrecht.

## Bevölkerungsentwicklung
| Jahr | Einwohner |
| ---- | --------- |
| 1926 | 2.768     |
| 1939 | 4.789     |
| 1959 | 15.267    |
| 1970 | 17.506    |
| 1979 | 18.476    |
| 1989 | 19.218    |
| 2002 | 16.557    |
| 2010 | 15.209    |

Anmerkung: Volkszählungsdaten (vor 1959 nur Tschibisowka)

## Kultur und Sehenswürdigkeiten
Die Stadt besitzt ein Heimatmuseum.

## Wirtschaft und Infrastruktur
Scherdewka ist Zentrum der Lebensmittelindustrie. Daneben gibt es Betriebe der Bauwirtschaft.
Die Stadt liegt an der 1871 durchgehend eröffneten Eisenbahnstrecke (Moskau–) Grjasi–Wolgograd (Streckenkilometer 603 ab Moskau). Unweit führt auch die Fernstraße M6 Moskau–Wolgograd–Astrachan vorbei.